# 北京市昌平区第二中学
北京市昌平区第二中学（Changping No.2 High School of Beijing，简称北京昌平二中）是一所位于中华人民共和国北京市昌平区的完全中学，是北京市示范性普通高中。
学校成立于1929年，初名“昌平乡村师范学校”，后曾几度更名。1954年更名为“昌平县第二初级中学”，办学性质由师范学校转为中学。1956年更名为“北京市第八十四中学”，1969年改称“昌平县第二中学”，1999年更名为“北京市昌平区第二中学”至今，2019年成立“昌平二中教育集团”。
昌平二中教育集团现有本部（政府街）、回龙观两个校区、西环路学校和隶属集团的昌平第二实验小学，其中本部和回龙观校区为原北京昌平二中校区，西环路学校为原北京市昌平区第六中学（北京市昌平区体育运动学校）校区。

## 学校历史
昌平二中前身为1929年成立的昌平乡村师范学校，最初在昌平县城隍庙办学，1934年改为昌平简易师范学校，并由城隍庙迁至昌平县城孔庙（现已不存）。1942年，昌平简易师范学校改为昌平县立农业职业学校，1946年恢复昌平简易师范学校建制，1951年改为昌平初级师范学校，1954年改为昌平县第二初级中学。
1956年更名为北京市第八十四中学，1969年改为昌平县第二中学。